# Castelo de Bothwell

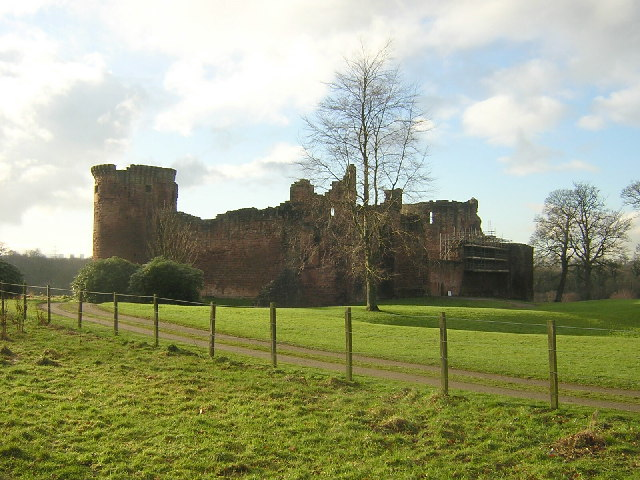
Castelo de Bothwell, Escócia.

O Castelo de Bothwell localiza-se em Uddingston, na Escócia.
É considerado o melhor e mais bem preservado exemplar de castelo do século XIII no país. Parte da Torre de Menagem original sobreviveu até aos nossos dias.